# Miskotte (planetoïde)
(132820) Miskotte is een planetoïde, in november 2008 vernoemd naar de Nederlandse amateurastronoom Koen Miskotte (geb. 1962) uit Ermelo.
De planetoïde werd ontdekt door Marco Langbroek op 4 september 2004, op archiefopnamen van het NEAT project genomen in juli 2002 met de 1.2 meter Schmidt telescoop op Mt. Palomar in de VS. Ze is naar schatting ongeveer 2,7 km groot.
De baan van planetoïde Miskotte ligt in de planetoïdengordel tussen de banen van Mars en Jupiter. Voordat ze het definitieve nummer (132820) en de naam Miskotte kreeg, was ze bekend onder de voorlopige aanduiding 2002 QX65.
De omlooptijd rond de zon is 5,219 jaar.